# 彭明权
彭明权（1955年—），湖北孝感人，汉族，中华人民共和国政治人物、第十二届全国人民代表大会湖北地区代表。
毕业于湖北省委党校政治经济学专业。加入中国共产党，担任湖北中烟总经理。2008年起担任全国人大代表。2013年，担任全国人大代表。